# جانی آپولو
جانی آپولو (انگلیسی: Johnny Apollo) فیلمی در ژانر جنایی، رمانتیک، و درام به کارگردانی هنری هاتاوی است که در سال ۱۹۴۰ منتشر شد.

## بازیگران
- تایرون پاور
- دوروتی لامور
- ادوارد آرنولد
- لوید نولان
- چارلی گریپوین
- لیونل اتویل
- مارک لارنس
- راسل هیکز
- چارلز لین
- جرج اروینگ
- آنتونی کاروسو
- چارلز تروبریج
- جاناتان هیل